# Polyesterové pryskyřice
Polyesterové pryskyřice jsou syntetické pryskyřice vzniklé reakcemi dvojsytných kyselin s vícesytnými alkoholy. Na výrobu nenasycených struktur se často používá kyselina maleinová; nenasycené polyesterové pryskyřice se používají například jako tonery laserových tiskáren. Panely z polyesterových pryskyřic vyztužených sklolaminátem nacházejí využití v restauracích, kuchyních a na jiných místech, kde jsou potřeba nepříliš nákladné a snadno umyvatelné stěny. Na povrchy silnic a mostů se používají polyesterové pryskyřice vyrobené z kyseliny isoftalové a styrenu.
Polyestery jsou také složkami epoxidových lepidel na kotevní šrouby.
Řada společností používá produkty neobsahující styren, protože zapáchají a také proto, že styren je potenciálním karcinogenem. Většinou jsou polyesterové pryskyřice viskózními, slabě zabarvenými, kapalinami tvořenými roztoky polyesterů v reaktivním prostředí, kterým je nejčastěji styren, může však rovněž jít o 4-vinyltoluen či akryláty.

## Nenasycené polyestery
Nenasycené polyestery vznikají kondenzacemi polyolů s nenasycenými (někdy částečně i s nasycenými) dvojsytnými kyselinami. Nejčastějšími polyoly zde jsou ethylenglykol, propylenglykol a diethylenglykol; jako kyseliny se používají kyselina ftalová, isoftalová, tereftalová a maleinová. Voda, vznikající jako vedlejší produkt, se průběžně odstraňuje destilací. Nenasycené polyestery se obvykle vyrábějí jako roztoky v reaktivním rozpouštědlu (většinou jde o styren). Rozpoštědlo umožňuje dosáhnout požadované viskozity produktu. Kapalnou pryskyřici lze na pevnou přeměnit překřižováním pomocí tvorby radikálů na nenasycených vazbách, které spouštějí reakce s nenasycenými vazbami okolních molekul, čímž je spojují. Maleátové a fumarátové skupiny v řetězci nepodléhají radikálové samopolymerizaci, ale snadno reagují se styrenem. Maleinanhydrid a styren vytvářejí reaktivní kopolymer; tato vlastnost je jednou z příčin obtížného odstraňování styrenu z těchto roztoků. Tvorbu radikálů vyvolává přidání sloučeniny, která lehce uvolňuje radikály; Tyto sloučeniny bývají označovány jako katalyzátory, i když je přesnější označení radikálový iniciátor. Většinou se do reakční směsi přidávají soli přechodných kovů, které snižují disociační energie vazeb radikálových iniciátorů; nejčastěji jde o kobaltnaté soli. Jako radikálové iniciátory slouží organické peroxidy, například benzoylperoxid nebo methylethylketonperoxid.
Polyesterové pryskyřice patří mezi termosety a podobně jako ostatní pryskyřice jsou vytvrzovány exotermicky; použití nadbytku iniciátoru tak, obzvláště za přítomnosti katalyzátoru, může způsobit doutnání, případně i vzplanutí reakční směsi. Nadbytek katalyzátoru může rovněž zapříčinit rozklad polymeru a vytvoření gumovité hmoty.
Nenasycené polymery mají mnoho využití, většinou jako složky matric v kompozitních materiálech, jako jsou kompozity vyztužené skelnými vlákny. Používají se na výrobu listů větrných turbín a nevystužených výrobků, jako jsou knoflíky, vnitřní části bowlingových koulí a polymerní beton.

## Chemické vlastnosti

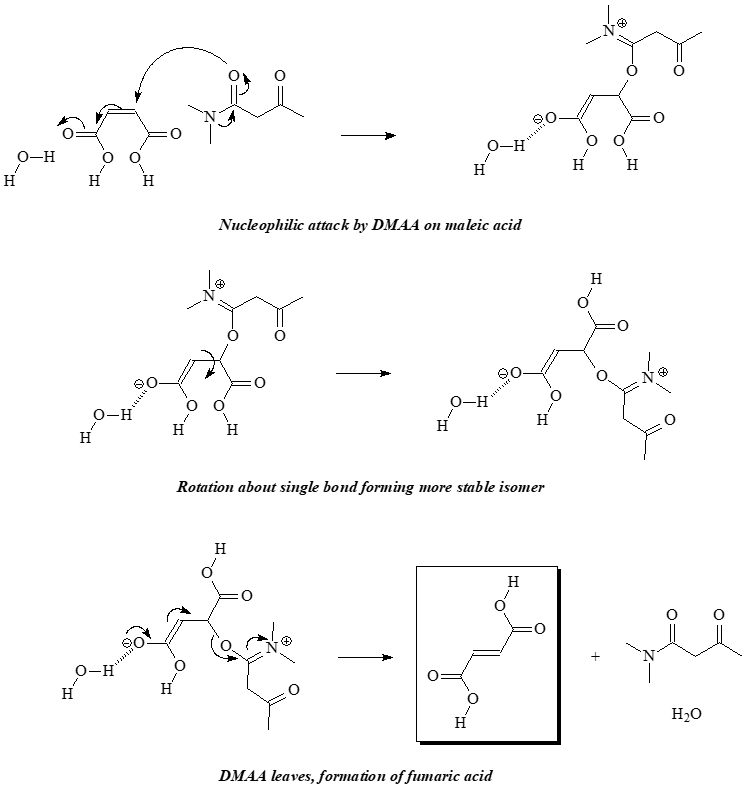
Mechanismus izomerizace kyseliny maleinové na fumarovou katalyzované dimethylacetoacetamidem

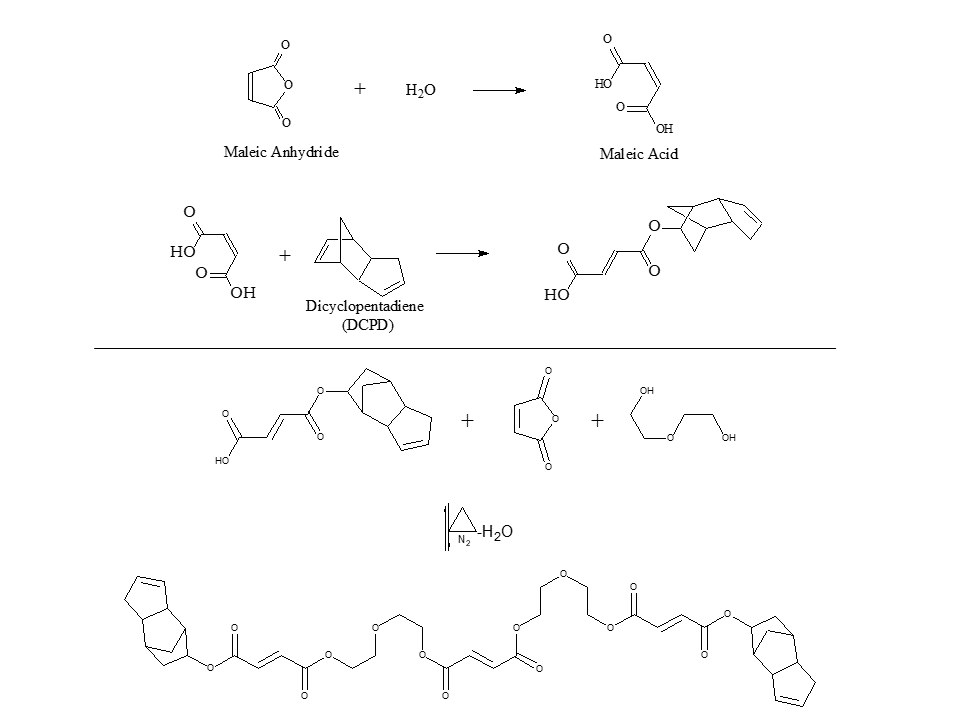
Příklad dicyklopentadienové pryskyřice

Estery vznikají kondenzacemi karboxylových kyselin s alkoholy za odštěpení molekuly vody. Lze je také získat reakcemi acylhalogenidů s alkoholy, poté je vedlejším produktem odpovídající halogenovodík.
Polyestery obsahují řetězce opakujících se esterových skupin Pa patří mezi polymery vznikající postupně, reakcemi dvoj- či vícesytných kyselin nebo jejich halogenidů s vícesytnými. Polyestery mohou obsahovat nasycené i nenasycené uhlíkové řetězce.
Nenasycené polyestery obsahují násobné vazby, často pocházející z maleinanhydridu, kyseliny maleinové (cis-butendiové) nebo kyseliny fumarové (trans-butendiové). Při vytvrzování reagují fumarátové skupiny se styrenovými radikály rychleji, takže se často používají katalyzátory izomerizace, například N,N-dimethylacetoacetamid, které převádějí maleáty na fumaráty; izomerizace lze dosáhnout i zvýšením teploty a prodloužením reakční doby. Nenasycené pryskyřice se rozdělují do skupin podle názvů použitých kyselin, například ty, které obsahují jako hlavní složku kyselinu tereftalovou, se označují jako terepryskyřice, a když je hlavní složkou ftalanhydrid, produkt se nazývá orthopryskyřice, a pryskyřice založené převážně na kyselině isoftalové jsou isopryskyřice. Jako výchozí látka se také používá dicyklopentadien (DCPD), jenž může být zpracován dvěma způsoby. Při prvním se štěpí na cyklopentadien, který poté reaguje s maleátovými nebo fumarátovými skupinami v řetězci Dielsovými-Alderovými reakcemi. Takto získané pryskyřice se podobají orthopryskyřicím a mají výhodu v nízké ceně použitého DCPD. V druhém procesu se nejprve otevře kruh maleinanhydridu reakcí s vodou nebo alkoholem za vzniku kyseliny maleinové, která poté reaguje s DCPD a alkohol odvozený od kyseliny maleinové se naváže na jednu z dvojných vazeb DCPD. Vzniklé polymery se označují jako DCPD pryskyřice.
Nejrozšířenějším druhem nenasycených polyesterů jsou orthopryskyřice; řada z nich má přitom více možných využití, například v trupech lodí a v jádrech bowlingových koulí.
Isopryskyřice jsou využívané méně, z důvodu vyšší ceny kyseliny isoftalové.
Terepryslyřice se používají tam, kde je třeba vyšší odolnost. Náklady na kyselinu tereftalovou bývají nižší, než u isoftalové, zatímco vlastnosti produktů jsou v obou případech podobné. Skupina terepryskyřic, nazývaná PET UPR pryskyřice, se vyrábí katalytickým štěpením PET pryskyřic v reaktoru na směs kyseliny tereftalové a ethylenglykolu; po přidání dalších kyselin a glykolů, společně s maleinanhydridem, vzniká nový polymer. Konečný produkt má stejnou strukturu jako terepryskyřice, ovšem často je jeho výroba méně nákladná díky snadné dostupnosti odpadního PET. Při použití PET upraveného glykolem (PET-G) získávají pryskyřice neobvyklé vlastnosti, způsobené některými látkami používanými ve výrobě PET-G.

## Biologická rozložitelnost
Některé druhy lišejníků mohou rozkládat polyesterové pryskyřice.

## Výhody
Polyesterové pryskyřice mají tyto výhodné vlastnosti:
1. Odolnost vůči vodě a mnoha chemickým látkám.
2. Odolnost vůči počasí.
3. Nízkou nákladnost.
4. Polyestery jsou stálé za teplot do 80 °C.
5. Polyestery se dobře spojují se skelnými vlákny.
6. Malé smrštění při vytvrzování, kolem 4–8 %.
7. Součinitel tepelné roztažnosti 100–200x10−6 K−1.

## Nevýhody
Nevýhodné vlastnosti polyesterových pryskyřic jsou tyto:
1. Silný zápach po styrenu.
2. Obtížnější mísení, například s epoxidy, oproti ostatním pryskyřicím.
3. Toxicita par; obzvláště methylethylketonperoxid, používaný jako katalyzátor, je bez dostatečných bezpečnostních opatření nebezpečný.
4. Nenavazují se dobře na velký počet substrátů.
5. Vytvrzení je obvykle slabší než u epoxidových pryskyřic.